# Uriel del Toro
Uriel del Toro (Ciudad de México, 10 de agosto de 1978) es un modelo y actor mexicano.

## Biografía
Del Toro inició su carrera a los 18 años en la agencia de modelos. Durante el Fashion Week México 2008 fue galardonado con el premio al “Mejor Modelo Masculino”.
En su paso por Argentina Del Toro inició su carrera televisiva como conductor de la señal de moda .Fashion TV. También ha incursionado en la música al formar la banda Timothy Brownie junto con Andrés Cruz. Con esta, ha participado en Festivales como Goliath Fest, One & Arts Fest, Jah Fest, Surf & Music Fest Mazatlán y Puerto Escondido, Los Premios Telehit , el Mercedes Benz Winter Fashion y recientemente en Electric Planet Music Festival 2016 en San Luis Potosí
Actualmente es conductor de la cadena de televisión Tele Hit y ha actuado en telenovelas de Televisa y TV Azteca.
En mayo del 2021 se confirmó que sería uno de los huéspedes de La casa de los famosos de Telemundo.

## Filmografía

### Televisión
| Año       | Título                                | Personaje                                                             |
| --------- | ------------------------------------- | --------------------------------------------------------------------- |
| 2010      | Niña de mi corazón                    | Bruno                                                                 |
| 2011-2012 | La que no podía amar                  | Hugo Dueñas                                                           |
| 2013      | Mentir para vivir                     | Pedro                                                                 |
| 2014      | La impostora                          | Rafael Moreno González/ Rafael Ferrer León                            |
| 2017      | Mariposa de barrio                    | Juan Rivera                                                           |
| 2018      | Al otro lado del muro                 | Andrés Juárez                                                         |
| 2018-2021 | Falsa identidad                       | José «Joselito» Hernández Esparza / Jaime «Jaimito» Hernández Esparza |
| 2020      | Decisiones: unos ganan, otros pierden | Rafael                                                                |
| 2021      | La casa de los famosos                | Participante                                                          |
| 2023      | Cualquier parecido                    | Invitado                                                              |
| 2024      | El Conde: amor y honor                | Antonio Rodríguez                                                     |
| 2025      | La casa de los famosos All-Stars      | Él mismo                                                              |
| 2025      | La jefa                               | El Cuervo                                                             |

### Cine
- 2006: Con lujo de detalle - Gabriel.
- 2008: Casi divas - Conductor.
- 2024: La Isla